# Geração 80

Cartaz da exposição "Como vai você, Geração 80?"

Geração 80 é uma tendência artística na arte brasileira durante a década de 1980. Em termos estéticos, a principal característica da geração foi o retorno à pintura mais subjetiva, dado que, durante a década de 1970, movimentos como a arte conceitual centravam-se majoritariamente em obras esculturais "austeras". O principal marco para essa tendência foi a exposição "Como vai você, Geração 80?", realizada na Escola de Artes Visuais do Parque Lage em 1984, em que 123 artistas do Brasil (especialmente do Rio de Janeiro e de São Paulo) expuseram suas obras. Alguns dos participantes da exposição foram: Daniel Senise, Beatriz Milhazes, Luiz Pizarro, Karin Lambrecht, Alex Vallauri, Leonilson, Luiz Zerbini, Leda Catunda, Angelo Venosa, Jeannette Priolli e Sérgio Romagnolo.